# Bruno Baronchelli
Bruno Baronchelli (Tours, 13 gennaio 1957) è un allenatore di calcio ed ex calciatore francese.

## Carriera

### Calciatore
Attaccante impiegato anche come centrocampista offensivo, ha giocato per gran parte della sua carriera nel Nantes formando un trio d'attacco con Loïc Amisse ed Éric Pécout. Con i canarini Baronchelli giocherà fino al 1987 vincendo tre titoli nazionali, una Coppa di Francia e totalizzando 317 presenze per 67 reti. Lasciato il Nantes a causa di un infortunio al ginocchio che lo aveva colpito due anni prima, Baronchelli giocò dalla stagione 1987-88 alla 1989-90 al Le Havre per poi passare al Saint-Lô, squadra non professionistica in cui giocò l'ultimo anno della sua carriera di calciatore, conclusasi nel 1991. Conta sei presenze e una rete in nazionale, tra il 1977 e il 1981.

### Allenatore
Già allenatore-giocatore del Saint-Lô durante la stagione 1990-91, Baronchelli entrerà in seguito nello staff del Le Havre come osservatore ricoprendo anche, nella stagione 2000-2001, il ruolo di allenatore ad interim. A partire dal 2001 Baronchelli ricopre l'incarico di vice-allenatore nello staff tecnico di Vahid Halilhodžić (già suo compagno di squadra nel Nantes), sostituendolo temporaneamente alla guida del Lilla durante la stagione 2001-2002.

## Palmarès
- Campionato francese: 3

1976-1977, 1979-1980, 1982-1983
- Coppa di Francia: 1

1978-1979